# 蒂宰 (安德尔省)
蒂宰（法語：Thizay，法語發音：[tizɛ] ⓘ）是法国安德尔省的一个市镇，位于该省东北部，属于伊苏丹区。

## 地理
蒂宰（46°53'53"N, 1°54'40"E）面积16.65 平方千米，位于法国中央-卢瓦尔河谷大区安德尔省，该省份为法国中部省份，北起卢瓦-谢尔省，西北接安德尔-卢瓦尔省，西南接维埃纳省，南至克勒兹省和上维埃纳省，东临谢尔省。
与蒂宰接壤的市镇（或旧市镇、城区）包括：布里沃、孔代、伊苏丹、默内-普朗什、讷维帕尤、圣阿乌斯特里耶、圣福斯特。

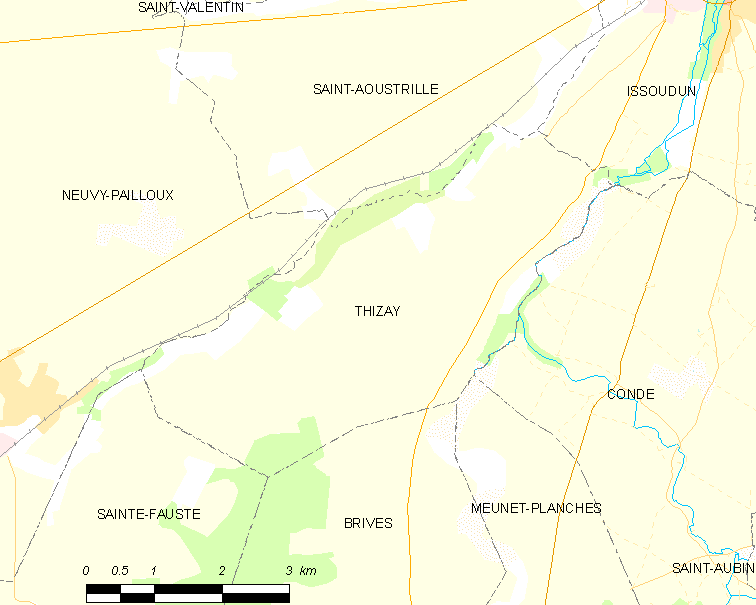
的OSM定位图

蒂宰的时区为UTC+01:00、UTC+02:00（夏令时）。

## 行政
蒂宰的邮政编码为36100，INSEE市镇编码为36222。

## 政治
蒂宰所属的省级选区为拉沙特尔县。

## 人口

1962-2008年间人口变化图示

蒂宰于2022年1月1日时的人口数量为229人。